# Panos
Panos is een Belgische franchiseketen van broodjeszaken die ontstond met de oprichting van een broodjeszaak in Oostende in 1982. Panos heeft een breed assortiment snacks en lunchproducten, van ontbijtkoeken, broden, belegde broodjes en slaatjes tot gebak en warme snacks. Panos is onderdeel van La Lorraine Bakery Group en heeft meer dan 250 winkelpunten in België. Tevens zijn er vestingen in enkele andere landen, zoals Nederland, Tsjechië, Polen, Slowakije, Taiwan en de Verenigde Arabische Emiraten.

## Geschiedenis

### Jaren 80
In 1982 werd de eerste Panos-broodjeszaak opgericht in Oostende en werd het 'bake-off'-concept ontwikkeld. In het begin van 1984 werkten er bij Panos 72 personen bij de elf filialen in Oostende (twee filialen), Brugge, Gent, Antwerpen (twee filialen) en Brussel (vijf filialen). Een jaar later, in 1985, werd Panos een franchisemerk. In 1988 telde het overkoepelende orgaan Deli NV inmiddels 23 franchisewinkels. In 1989 werd begonnen met de verkoop van warme snacks, waaronder het worstenbroodje special.

### Jaren 90
In 1990 werd de productie van het assortiment geïntegreerd in La Lorraine Bakery Group, wat een jaar later Deli NV overnam. Verder werden in 1990 zestien nieuwe verkooppunten geopend. De kantoren van Deli NV verhuisden van Oostende naar Brugge. In 1992 onderging Panos een stijlverandering en werden in alle vestigingen dezelfde broodjes verkocht. In 1995 werd de eerste, elektronische klantenkaart van Panos gelanceerd: de Gold Card (later de Enjoy Card). De keten bleef groeien en submerken werden toegevoegd aan de bestaande formules: Panos Railwinkels in de spoorwegstations (1996), Panos Petrolwinkels in de benzinestations van Aral (nu Q8) (1997) en Panos On Wheels op grote evenementen (2000).

### Jaren 00
In het nieuwe millennium werden een aantal nieuwe broodjes en een menu geïntroduceerd. In 2003 werd internationaal met de eerste buitenlandse winkel, geopend in Nederland. Verder in het jaar kregen de winkels een vernieuwd uiterlijk, ontstonden de eerste selfserviceafdelingen en werden de menu's verder uitgebreid. In 2004 werd een nieuwe serie broodjes op de markt gebracht, waaronder belegde broodjes in samenwerking met Weight Watchers. Na de eerdere uitbreiding over de landsgrenzen, volgde in 2005 een uitbreiding over de taalgrens: de eerste Panos in Wallonië werd geopend en een tweede in Nederland te Amstelveen. Naast de aanwezigheid in spoorwegstations en benzinestations, volgde in 2007 de Panos Airport in Brussels Airport te Zaventem. In 2008 werd de Panos-koffie gecertificeerd door Rainforest Alliance en werd het bedrijf uitgeroepen tot Beste Winkelketen in de categorie 'Food to Go'. Tegelijkertijd werd Panos Metro in Brussel geïntroduceerd.

### Jaren 10
In 2009 werd de 'Pizza van de dag' geïntroduceerd en opende Panos zijn eerste winkels in Tsjechië, Slowakije en Polen. Een nieuw concept werd gelanceerd: de eerste Panos Leisure in Plopsaland De Panne, een jaar later gevolgd door Panos Press in Waver, in samenwerking met Press Shop. Vanaf 2011 kregen alle winkels wederom een nieuw uiterlijk en opende de 200e Panoswinkel zijn deuren. Het bedrijf begon vervolgens met het sponsoren van de Belgische wielerklassiekers Ronde van Vlaanderen, Waalse Pijl en Luik-Bastenaken-Luik. In 2012 werden de eerste Panos in Taiwan en de eerste Panos Business gelanceerd. De dertigste verjaardag werd uitvoerig gevierd met de verdere realisering van de nieuwe huisstijl, het concept-placement in de VTM-serie Danni Lowinski, de lancering van het Panosmagazine 'Simply Enjoy', de opstart van de Panos Delivery Service, en tal van wedstrijden en acties.

## Submerken
Sinds de start is Panos enorm geëvolueerd en in 30 jaar tijd zijn heel wat submerken ontstaan. Panos gaat zich bewust richten op bepaalde sectoren, om deze te bedienen. Dit past volledig in hun filosofie om overal aanwezig te zijn.
Volgende submerken kunnen worden onderscheiden:
- Panos City in stadscentra en shoppingcentra
- Panos Rail in de grote NMBS-stations
- Panos Petrol in benzinestations van Q8
- Panos Metro in metrostations (samenwerking met Autogrill)
- Panos Airport in luchthavens (samenwerking met Autogrill)
- Panos Press in Press Shop of One Minute-winkel (samenwerking met Press Shop)
- Panos Leisure in de Plopsa-pretparken
- Panos Business in industriezones